# حمض الشمع
الحامض الدهني أو حَمْضُ الشمع (أو حَمْضُ الستياريك) هو حمض دهني مشبع يحتوي على 18 ذرة من الكربون ويوجد في الدهون الحيوانية والنباتية و صيغته هي: 
CH3-(CH2)16-COOH

## وصلات خارجية
- NIST Chemistry WebBook Entry